# Dito Montiel

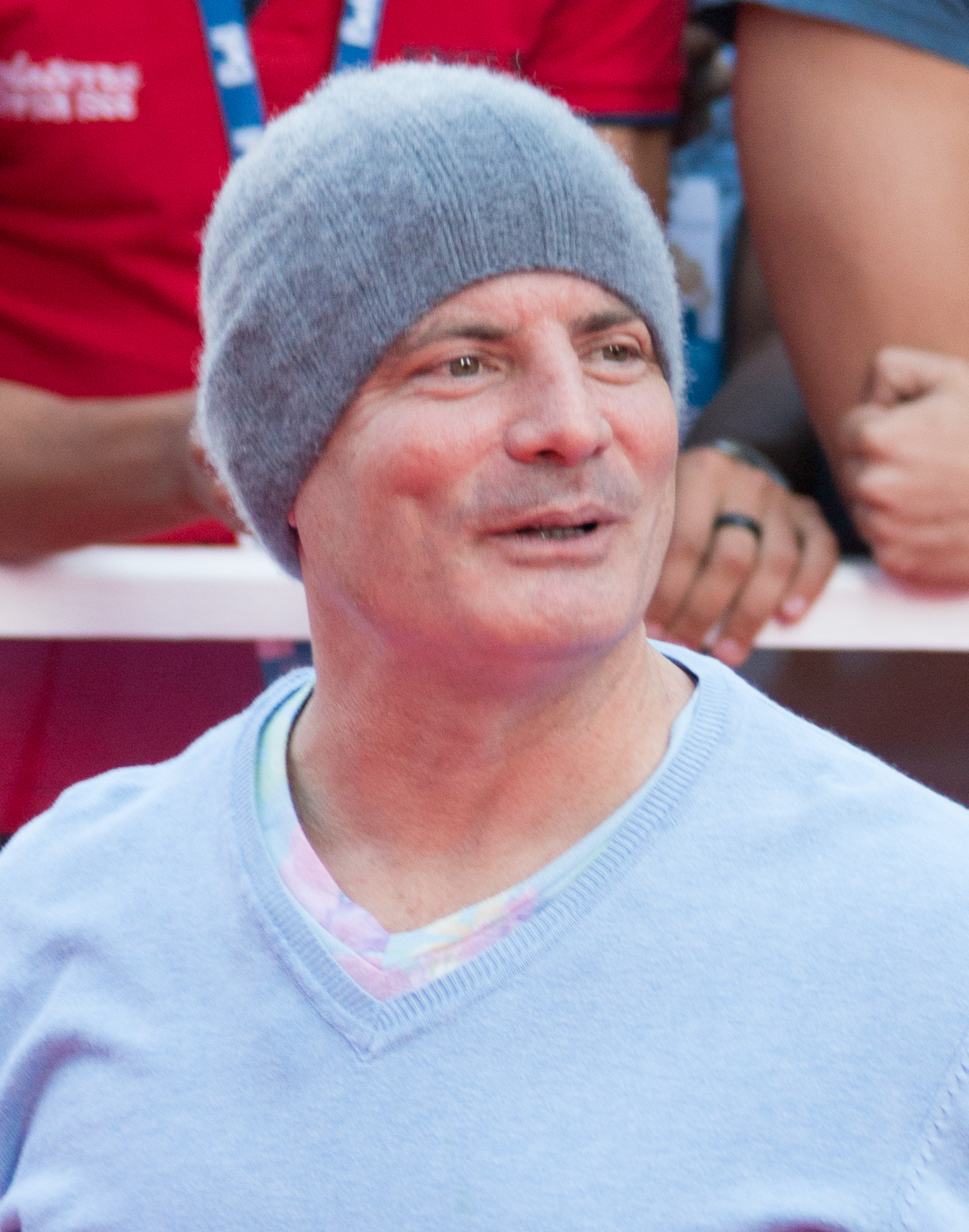
Dito Montiel beim Toronto International Film Festival 2015

Orlandito „Dito“ Montiel ist ein US-amerikanischer Filmregisseur, Drehbuchautor, Filmproduzent, Schriftsteller und Musiker.

## Frühe Karriere & Musik
Der in New York City geborene Montiel war in den frühen 80er Jahren in der New Yorker Hardcore-Punk-Szene aktiv, als er Sänger der Band Major Conflict aus Queens war. Später erlangte er Berühmtheit, als Geffen Records 1989 seine neu gegründete Band Gutterboy mit einem Plattenvertrag über 1 Million Dollar unter Vertrag nahm – eine damals unerhörte Summe. Die Band wurde nach ihrem Debüt aufgelöst und als eine der „erfolgreichsten“ erfolglosen Bands der Rockgeschichte bezeichnet.
Im Jahr 2003 veröffentlichte Montiel A Guide to Recognizing Your Saints, ein Buch, in dem er sein Leben in Astoria, Queens, in den frühen 1980er Jahren während des Aufschwungs der Hardcore-Punk-Szene beschreibt. Das Buch beschreibt die Zeit, in der er mit seiner Band Gutterboy auf Tournee war, und seine kurze Modelkarriere bei Versace sowie andere persönliche Anekdoten.

## Filmkarriere
Nachdem er sein Bestseller-Buch in ein Drehbuch umgeschrieben hatte, veröffentlichte Montiel 2006 sein Regiedebüt mit der Verfilmung von Kids – In den Straßen New Yorks mit Robert Downey Jr. (als älterer Montiel), Dianne Wiest, Channing Tatum und Shia LaBeouf (als junger Montiel). Der Film wurde von Trudie Styler produziert.
Montiel veröffentlichte 2006 auch das selbstbetitelte Album Dito Montiel über Rhino Records. Sein zweiter Roman, Eddie Krumble Is the Clapper, wurde im April 2007 veröffentlicht.
Montiel führte auch Regie bei dem Film Fighting, der von einem jungen Straßenhändler in New York City handelt, der in die Welt der Straßenkämpfe eingeführt wird. Der Film ist seine zweite Zusammenarbeit mit Tatum, in dem auch Terrence Howard und Luis Guzmán mitspielen.
Im Jahr 2011 lief Montiels Polizeidrama Ein Cop mit dunkler Vergangenheit – The Son of No One, ebenfalls mit Tatum sowie Ray Liotta, Al Pacino, Tracy Morgan und Katie Holmes in den Hauptrollen, auf dem Sundance Film Festival. Der Film wurde von Anchor Bay Entertainment in den Verleih genommen.
Im Jahr 2013 führte Montiel Regie bei dem Kriminaldrama Empire State mit Liam Hemsworth, Emma Roberts und Dwayne Johnson in den Hauptrollen. Es folgte der Drama-Film Boulevard – Ein neuer Weg mit Robin Williams und Kathy Baker in den Hauptrollen. Es war der letzte Film mit Robin Williams.

## Unterricht
Montiel ist als Dozent für Drehbuchschreiben für das UCLA Extension Programm tätig.

## Filmografie
Als Filmregisseur
- 2006: Kids – In den Straßen New Yorks (A Guide to Recognizing Your Saints)
- 2009: Fighting
- 2011: Ein Cop mit dunkler Vergangenheit – The Son of No One (The Son of No One)
- 2013: Empire State – Die Straßen von New York (Empire State)
- 2014: Boulevard – Ein neuer Weg (Boulevard)
- 2015: Man Down
- 2017: The Clapper
- 2024: Riff Raff – Verbrechen ist Familiensache (Riff Raff)

Als Drehbuchautor
- 2006: Kids – In den Straßen New Yorks (A Guide to Recognizing Your Saints)
- 2009: Fighting
- 2011: Ein Cop mit dunkler Vergangenheit – The Son of No One (The Son of No One)
- 2015: Man Down
- 2017: The Clapper
- 2020: Critical Thinking

Als Filmproduzent
- 2010: Rubble Kings (Dokumentarfilm)
- 2011: Ein Cop mit dunkler Vergangenheit – The Son of No One (The Son of No One)
- 2017: The Clapper

## Bücher
- A Guide to Recognizing Your Saints (2003)
- Eddie Krumble Is the Clapper (2007)
- Story of Milk (2012)

## Diskografie
- Dito Montiel (2006)